# لادوگا ۲۵۷۴
سیارک ۲۵۷۴ (به انگلیسی: 2574 Ladoga، نامگذاری:1968UP) دو هزار و پانصد و هفتاد و چهارمین سیارک کشف شده‌است که در ۲۲ اکتبر ۱۹۶۸ کشف شد.
قدر مطلق سیارک برابر ۱۱٫۳۰ است.